# جيمس إس. جاكسون
جيمس إس. جاكسون (بالإنجليزية: James S. Jackson)‏ هو ضابط ومحامي وسياسي أمريكي، ولد في 27 سبتمبر 1823 في الولايات المتحدة، وتوفي في 8 أكتوبر 1862 في الولايات المتحدة. انتخب عضو مجلس النواب الأمريكي.